# Xylobosca neboissi
Xylobosca neboissi is een keversoort uit de familie boorkevers (Bostrichidae). De wetenschappelijke naam van de soort is voor het eerst geldig gepubliceerd in 1957 door Vrydagh.